# Jack Gilford
Jacob Aaron Gellman (Nova Iorque, 25 de julho de 1908 - Nova Iorque, 4 de junho de 1990) foi um ator estadunidense. Ele foi indicado ao Oscar de Melhor Ator Coadjuvante por Sonhos do Passado (1973), e foi indicado duas vezes ao Tony Awards.

## Morte
Após uma batalha de um ano contra o câncer de estômago, Gilford morreu em sua casa em Greenwich Village em 1990, aos 81 anos. Ele foi sepultado no Cemitério Mount Hebron.